# لاندغروف (فيرمونت)
لاندغروف (بالإنجليزية: Landgrove, Vermont)‏ هي بلدة تقع بولاية فيرمونت في الولايات المتحدة. تأسست عام 1780، تبلغ مساحتها 23.6 (كم²)، وترتفع عن سطح البحر 429 م، بلغ عدد سكانها 144 نسمة في عام 2000 حسب إحصاء مكتب تعداد الولايات المتحدة وتصل الكثافة السكانية فيها 6.1 نسمة/كم2.

## أعلام
- جيمس مارتن لورين

## وصلات خارجية
- The US50 - Cities and Towns in Vermont State
- Vermont Cities and Towns, Facts, Map, Flag, Colleges, Government, and More